# Helmut Sieger
Helmut Sieger (* 18. August 1931 in Jena; † 23. Dezember 2021) war ein deutscher Marineoffizier der Volksmarine. Er gehörte dem Zentralvorstand der Gesellschaft für Sport und Technik (GST) an. Er war  von 1958 bis 1972 Leiter der GST-Marineschule „August Lütgens“ Wieck.

## Leben

### Schulzeit und berufliche Entwicklung
Sieger wuchs als Sohn einer Arbeiterfamilie in der der nationalsozialistischen Ära in Deutschland auf und erlebte als Kind die Schrecken des Zweiten Weltkrieges und die Nachkriegszeit. Von 1937 bis 1947 besuchte er in Jena die Oberrealschule und beendete sie mit dem Abschluss der Mittleren Reife. Anschließend erfolgte von 1947 bis 1950 seine Lehre als Dreher bei Carl Zeiss Jena. Er erwarb den Abschluss als Facharbeiter im Februar 1950. Während seiner Lehrzeit wurde er Mitglied der 1946 in der Sowjetischen Besatzungszone (SBZ) gegründeten Freien Deutschen Jugend (FDJ) und begeisterte sich für deren Wasserfahrtsport. Das maritime Interesse war groß und früh da. So führte sein Weg über die Wasserfahrtsportgemeinschaften der FDJ zum Seesport der im Jahre 1952 gegründeten Gesellschaft für Sport und Technik (GST).

### Maritime Laufbahnen
Mit zwanzig Jahren konnte er als Kursant für den I. Lehrgang im Sommer 1951 auf dem neuerbauten DDR-Segelschulschiff Wilhelm Pieck unter Kapitän Ernst Weitendorf in Rostock anmustern. Er gehörte außerdem zu den Mitgliedern der Schiffsdelegation, die vom Staatspräsidenten der DDR Wilhelm Pieck am 25. Januar 1952 in seinem Amtssitz Berlin-Niederschönhausen eingeladen wurden. Im Jahre 1954 besuchte er die Seefahrtsschule Wustrow, um sich als Student in einem Lehrgang für Nautische Offiziere in der Mittleren Fahrt zu qualifizieren. Während des bisher längsten Seetörns des DDR-Segelschulschiffes unter Kapitän Arthur Friedrich (1908–1970) im Jahre 1957, der in 99 Tagen von Greifswald nach Odessa am Schwarzen Meer und zurück führte, gehörte Helmut Sieger zur Besatzung.
Ein Jahr später (1958) wurde er vom ZV der GST mit der Leitung der GST-Seesportschule Greifswald-Wieck, später GST-Marineschule „August Lütgens“, betraut, deren Geschicke er 14 Jahre lang bis 1972 lenkte. Während seiner Amtszeit als Schulleiter der maritimen Greifswalder Ausbildungsstätte erhielt er 1962 den Fachschulabschluss als Kapitän auf Kleiner Fahrt an der Offiziersschule der Volksmarine in Stralsund. Es erfolgte die Beförderung zum Leutnant zur See, später zum Korvettenkapitän. Danach absolvierte Helmut Sieger weitere Studiengänge mit dem Erwerb des Fachschulabschlusses als Lehrer am Institut für Lehrerbildung in Putbus auf Rügen 1965 und schließlich 1968 des Hochschulabschlusses als „Diplom-Pädagoge“ am Institut für Direktorenausbildung der Pädagogischen Hochschule Potsdam. So wurde zu seiner Zeit die vormilitärisch-maritime und pädagogische Ausbildung an der Greifswalder GST-Marineschule für die künftigen Seeleute der DDR u. a. nach Erkenntnissen des deutschen Pädagogen Adolph Diesterweg gestaltet.

### Im Zentralvorstand der GST
Im Jahre 1973 wurde Helmut Sieger Abteilungsleiter für Maritime Ausbildung des ZV der GST nach Neuenhagen bei Berlin. Er erwarb drei Jahre später (1975) nach Aspirantur und Promotion an der Ernst-Moritz-Arndt-Universität Greifswald auf dem Gebiet „Pädagogische Psychologie“ den akademischen Grad eines „Dr. paed.“.
Sieger bekleidete insgesamt 17 Jahre bis zur Auflösung der GST im April 1990 die Funktionen eines Abteilungsleiters, Hauptabteilungsleiters und Mitglieds des Sekretariats des ZV der GST. Darüber hinaus übte er von 1973 bis 1990 die ehrenamtliche Funktion des Vizepräsidenten des Tauchsportverbandes der DDR aus und war von 1983 bis 1991 der Vertreter der DDR im Welttauchsportverband CMAS in Paris.
Nach der Wende war er 1990 kurzzeitig der stellvertretende Bereichsleiter in der Zentralen Geschäftsstelle des Bundes Technischer Sportverbände e. V. (BTSV). Danach begab sich Sieger in den Ruhestand. Er genoss in Marinekreisen auch des wiedervereinigten Deutschlands hohe Achtung und Ansehen. Er wurde für sein maritimes und sportliches Wirken mit hohen Auszeichnungen geehrt. Helmut Sieger lebte mit seiner Familie in Strausberg.

## Auszeichnungen (Auswahl)
Helmut Sieger erhielt u. a. folgende Auszeichnungen: Vaterländischer Verdienstorden in Bronze (1977), Kampforden „Für Verdienste um Volk und Vaterland“ (1982), Verdienter Meister des Sports (1987), Ehrenmitglied des Sportkomitees des Welttauchsportverbandes CMAS (Confederation Mondiale des Activites Subaquatiques World Underwater Federation Paris) 1991.

## Schriften (Auswahl)
- Erinnerungen eines „alten“ Seesportlers. In: Marinekalender der DDR, Berlin 1971, S. 154–168.
- 35 Jahre Segelschulschiff „Wilhelm Pieck“. In: Marinekalender der DDR, Berlin 1986, S. 68–72.
- Maritime Interessen wecken. Erlebnis und Bewährung für maritim begeisterte Bürger. Eine historische Betrachtung der Marineschule für Sport und Technik Greifswald-Wieck. Vortrag für ein Symposium der Schifffahrtsgeschichtlichen Gesellschaft Ostsee e. V. am 20. August 2005 in Greifswald-Wieck. Rostock u. Strausberg 2005.
- Kreuzkurse meines Lebens mit und für eine Schonerbrigg. Chronik historischer Ereignisse mit dem Segelschulschiff „Wilhelm Pieck“, seinen Kapitänen und Besatzungen. Private Aufzeichnungen (Computerdruck). Strausberg 2010.
- 60 Jahre Schonerbrigg „Greif“ ex. „W. Pieck“. 1951 bis 1990 Segelschulschiff „Wilhelm Pieck“, seit 1991 Schonerbrigg „Greif“. Rostock u. Strausberg 2011.